# آداب و رسوم ازدواج و عروسی در فیلیپین

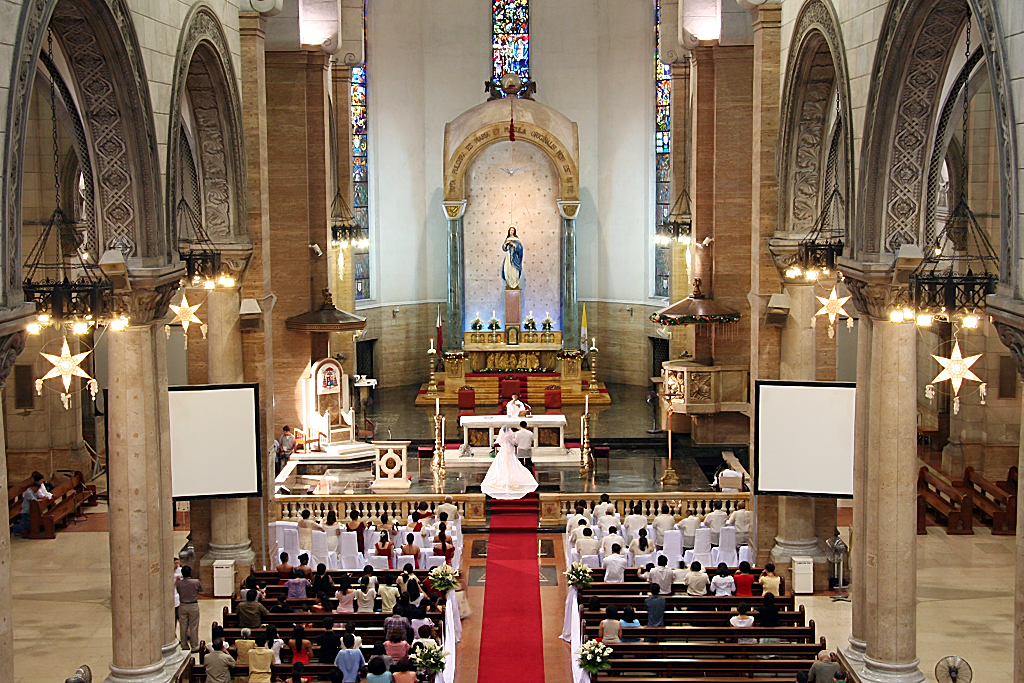
برگزاری مراسم عروسی فیلیپینی در ماه دسامبر در کلیسای جامع مانیل در فیلیپین.

آداب و رسوم ازدواج سنتی در فیلیپین و رسوم عملی عروسی فیلیپینی به ویژگی‌های ازدواج و سنت‌های عروسی دیرینه و رعایت مردان و زنان فیلیپینی بعد از یک دورهٔ اتخاذ همسرگزینی و نامزدی، ارتباط دارد. این سنت‌ها به کشورهای دیگری در سرتاسر دنیا که جوامع فیلیپینی وجود دارند، گسترش یافته است. کاسالان (Kasalan) معادل کلمه «عروسی»، در زبان فیلیپینی است، در صورتی که ریشه لغت-کاسال (kasal)- به معنی «ازدواج» است. ویژگی امروزی ازدواج‌ها و عروسی‌ها در فیلیپین به‌طور عمده تحت تأثیر جایگشتی مسیحیت، هر دو فرقه کاتولیک و پروتستان، هندو، اسلام، چینی، اسپانیایی، و آمریکایی بود.

## مقررات
موارد زیر الزامات قانونی است که برای ازدواج در فیلیپین باید در نظر گرفته شده و محقق شود. شرایط مورد نیاز برای ازدواج، در بخش اول قانون ویژه خانواده فیلیپین، به‌طور دقیق ذکر گردیده است.